# Jacobsite
La jacobsite est un  minéral essentiellement composé d'un oxyde de fer (ferrique) et de manganèse (manganeux), de formule chimique MnIIFeIII2O4.
Elle a été définie en 1869 par Augustin Alexis Damour, et nommée d'après son topotype, la mine de Jakobsberg (comté de Stockholm, Suède).